# USS LST-857
O USS LST-857 foi um navio de guerra norte-americano da classe LST que operou durante a Segunda Guerra Mundial.